# Stockholm (Wisconsin)
Pour les articles homonymes, voir Stockholm (homonymie).
Stockholm est un village du comté de Pepin, dans l'État du Wisconsin, aux États-Unis. En 2020, il comptait une population de 78 habitants.